# Steven Strong
Steven Strong (* 16. Februar 1993 in Villach) ist ein austro-kanadischer Eishockeyspieler, der seit 2015 für den Kärntner Verein EC KAC in der Österreichischen Eishockey-Liga (EBEL) spielt.

## Karriere
Steven Strong ist der Sohn des kanadischen Eishockeyspielers Ken Strong und einer Villacherin. Sein Vater spielte zur Zeit seiner Geburt beim EC VSV.
Steven Strong begann in Toronto mit dem Eishockeysport und spielte 2008/09 in der von seinem Vater trainierten U16-Mannschaft (Minor Midget, AAA) der Toronto Marlies in der Greater Toronto Hockey League (GTHL). Der Mannschaft gelang dabei als erstem Minor Midget-Team in der GTHL der Gewinn der vier wichtigsten Titel, darunter die GTHL-Meisterschaft und des OHL-Cups
Noch 2009 wurde er von den Belleville Bulls aus der Ontario Hockey League (OHL) gedraftet und kam für die Mannschaft auf 130 Einsätze, wobei in der Saison 2010/11 die Play-offs erreicht wurden. Anschließend spielte er zwei Saisonen für den OHL-Verein Saginaw Spirit aus Michigan. Bestes Ergebnis dieser Spielzeit war das Erreichen des Halbfinales der Play-offs 2011/12.
In der Eishockeyliga von Canadian Interuniversity Sport (CIS) spielte er von 2013 bis 2015 für die University of Guelph. Danach wechselte Strong nach Europa und spielt seit 2015 für den Kärntner Verein EC KAC in der EBEL.

### International
Der Doppelstaatler Strong war nach einer Entscheidung der Internationalen Eishockey-Föderation von 2009 nicht für Österreich spielberechtigt. Dieser Beschluss wurde jedoch später aufgehoben und so konnte Strong am 16. April 2017 beim Freundschaftsspiel gegen Italien in Neumarkt in Südtirol debütieren und bei der Weltmeisterschaft 2017 in der Division I erstmals für die österreichische Eishockeynationalmannschaft auflaufen.

## Erfolge und Auszeichnungen
- 2017 Aufstieg in die Top-Division bei der Weltmeisterschaft der Division I, Gruppe A

## Karrierestatistik
(Legende zur Spielerstatistik: Sp oder GP = absolvierte Spiele; T oder G = erzielte Tore; V oder A = erzielte Assists; Pkt oder Pts = erzielte Scorerpunkte; SM oder PIM = erhaltene Strafminuten; +/− = Plus/Minus-Bilanz; PP = erzielte Überzahltore; SH = erzielte Unterzahltore; GW = erzielte Siegtore; 1 Play-downs/Relegation; Kursiv: Statistik nicht vollständig)